# Fimbulvinter
Fimbulvinter er i norrøn mytologi en tre år lang vinter, der skal indvarsle ragnarok. På middelalderdansk og -svensk: fimbulvintr, på norrønt og islandsk: fimbulvetr, som betyder "stor vinter".
I nordisk religion er fimbulvinteren indledningen til verdens undergang; tre vintre i træk, uden sommer imellem, hvor sneen vil falde fra alle verdens hjørner, skal komme. I denne tid vil der være krig, og bror dræber bror. De eneste mennesker, der vil overleve denne vinter, er Liv og Livtraser, som vil skjule sig i Hoddmimers skov. I den Yngre Edda siges det: "Der er stærk kulde og hvasse vinde, ingenting har gavn af Solen. Der er tre sådanne vintre, uden sommer imellem."
Fimbulvinteren har tidligere været anset som en myte, men forskere i Norge og Sverige har i  de seneste år fundet mange spor efter en naturkatastrofe, der ramte verden for 1.500 år siden, og som især ramte Skandinavien hårdt.
"Fimbulvinter" kan også betegne en usædvanlig streng vinter.

## Teorier om baggrunden for Fimbulvinteren

### 650 f.Kr.
Det har været foreslået, at forestillingen om en fimbulvinter er opstået ud fra en overlevering om fortidige klimaforandringer. Da den nordiske bronzealder blev afløst af jernalderen omkring 650 f.Kr., skete der en overgang til et mærkbart køligere klima. Beretningen om Fimbulvinteren som forvarsel for ragnarok kendes både fra norrøn mytologi og det finske Kalevala. Rutger Sernander  lancerede i 1910 teorien om, at Fimbulvinteren kunne være en virkelig hændelse i Norden i perioden 500-100 f.Kr, da bronzealderens varme klima afløstes af en kuldeperiode, man faktisk fandt spor efter; men nogen egentlig katastrofe kunne ikke bekræftes fra arkæologisk hold. Også den svenske historiker Folke Ström har fremført denne teori, baseret på det tidlige 1900-tals opfattelse af førromersk jernalder som en periode med få arkæologiske fund. Synet på førromersk jernalder ændrede sig imidlertid i 1950'erne, da pollenanalyserne fra den tid ikke fremviste nogen tilbagegang for planter knyttet til landbrug og husdyrhold. Tværtimod viste førromersk jernalder sig at være en periode, hvor landskabet i tiltagende grad blev bebygget. Klimaændringen dengang må være kommet så gradvis, at folk har nået at tilpasse sig den, og Ströms teori blev forladt.

### 535-537 e.Kr.
I 1983 publicerede NASA-forskerne Richard Stothers og Michael Rampino en oversigt over vulkanudbrud, for en stor del baseret på iskerner hentet op fra Grønlands ældgamle indlandsis. Professor Bo Gräslund  ved Uppsala universitet genoptog nu teorien om Fimbulvinteren som en virkelig begivenhed, men denne gang tidsfæstet til årene efter 536. Gräslund lagde især vægt på, at Snorre i Gylfaginning ikke kun beskriver ekstrem vinterkulde - men også, at der ikke blev nogen sommer i løbet af treårs-perioden.
Året 536 omtales som "det værste år at være i live i". Træers årringe bliver tynde i år med dårlige vækstforhold. Årringen for 536 er så tynd, at den kun kan ses i mikroskop.
I årene 535-536 e.Kr. fandt der et bemærkelsesværdigt temperaturfald sted, og professor Gräslund har fremlagt sin teori om Fimbulvinteren, Ragnarök och klimatkrisen år 536-537 e.Kr, i årbogen Saga och Sed for 2007. Han pointerer, at det ikke er tre snerige vintre, den Yngre Edda er optaget af. Med støtte fra religionshistorikeren Anders Hultgård hævder Gräslund, at oplysningerne i Völuspá om Fenrisulven og hans afkom har sammenhæng med forestillingerne om Fimbulvinteren. Der hedder det, at Fenrisulven som indledning til Ragnarok bortrøver Månen, og at én af hans unger griber Solen. Gräslund mener, det drejer sig om en overlevering fra en tid, hvor Solen blev formørket flere somre på rad, med meget koldt sommervejr som resultat. Her hører vi, at himlen fik en rød farve ("rundt om gude-gårde sprøjter han blod"), og at folketallet gik kraftigt ned (Liv og Livtraser). Gräslund ledte efter en faktisk historisk baggrund for beskrivelsen og fandt den i den langvarige solformørkelse beskrevet af antikke forfattere i årene 536 og 537 e.Kr.
Byzantineren Procopius skrev fx i sit værk Vandalkrigen, at "det år (dvs. 536) skete der et særdeles mærkeligt under. Hele det år lyste Solen nemlig som Månen, uden stråleglans, som i en næsten evig eklipse, med mat lys og ikke som ellers. Fra det øjeblik, fænomenet indtraf, var menneskene hele tiden udsat for krig, sult og andre dødelige ting." Flere samtidskilder beskriver en solformørkelse, som varede i over et år. Kinesiske kilder skildrer også usædvanlige vejrfænomener i den periode. De senantikke forfattere synes samstemte i, at formørkelsen varede til ud på efteråret 537. Selv om den norrøne tradition om Fimbulvinteren taler om en periode på tre år, mener Gräslund, at det kan skyldes, at eftervirkningerne at katastrofen var større og mere mærkbare i Norden. Klimaforsker Fredrik Charpentier Ljungqvist ved Stockholms universitet har indført betegnelsen senantikkens lille istid om perioden.
I Norge er der i moser fundet pollen-spor, der bekræfter en dramatisk ændring af kulturlandskabet for omkring 1.500 år siden; det groede til på en måde, der kun kan skyldes, at folk og dyr har forladt det. Årringsdatering af gamle træer afslører en kuldeperiode. Noget afgørende dramatisk skete med bopladser i Norge og Sverige. Folk flyttede eller forsvandt; der kendes knapt gravfund fra perioden; der fremstilles ikke smykker, og Vestlandets keramik-tradition ophørte. I Stryn oppe ved Jostedalsbreen tog mennesker området i brug til græsning mellem år 0 og år 500; der blev mere græs og mindre skov. Men et stykke ind i 500-tallet vendte træerne tilbage, mens kulstøv, der indikerer menneskelig aktivitet, forsvandt.
Professor Frode Iversen i Oslo anfører, at ødelæggelsen af gårde i Norge fra midten af 500-tallet har været kendt fra 1960'erne. Især var Rogaland berørt, og man gættede på, at Den justinianske pest kunne være nået til Norge. Med professor Gräslunds nye teori om Fimbulvinteren fik problemstillingen ny aktualitet, så professor Iversen og hans kolleger har offentliggjort samlingen The Agrarian Life of the North 2000 BC–AD 1000 på net. Arkæologen Morten Vetrhus rapporterer i sit speciale om en nedgang på 70 % i antal fundsteder regnet fra omkring 550. I Rogaland var nedgangen på hele 87 %. Selv det frugtbare Jæren tømtes nærmest for mennesker.

### Guldfundene
Begivenhederne i 536-537 blev en tid udpeget som forklaring på den påfaldende store mængde nedlæggelser af guldskatte netop i denne periode. I første halvdel af 500-tallet ofrede de nordiske jernalderfolk helt ekstraordinært store mængder ornamenterede guldsmykker – de såkaldte brakteater – som var forbundet med stor prestige og rigdom. I disputatsen Brakteatstudier forklarer museumsinspektør, mag.art. Morten Axboe offergaverne som jernaldermenneskets forsøg på at forsone guderne efter et katastrofalt misvækstår i år 536, hvor Solens stråler knapt nåede ned til Jorden.
Man har foreslået et voldsomt vulkanudbrud som årsag til formørkelsen. Gräslund støtter sig til en analyse af prøver fra Antarktis, hvor et distinkt lag af sulfat dateres til 533-534 plus/minus 2 år. Det lag forklares af mange som resultat af et vulkanudbrud. Men selv de kraftigste vulkanudbrud i moderne tid, som Krakatau i 1883 og Pinatubo i 1991, førte ikke til noget værre end nogle højst tilfældige og lokale formørkelser. Sandsynligvis ville kun en kosmisk begivenhed, som et kometnedslag, resultere i en så omfattende katastrofe.
I år 536 fandt der sted et voldsomt vulkanudbrud i Ilopango i El Salvador. Det sidste udbrud var i 1880, og i dag er der dannet en sø i krateret. Askeskyen i 536 bredte sig fra Mellemamerika over Europa, Tyrkiet, Mongoliet, Kina og til Afrika. Den kan spores i grønlandske iskerneboringer, og årringe på bevaret træ dokumenterer efterfølgende klimaforandringer med misvækst og kulde. Det ser ud til, at askeskyen skabte en lille istid på næsten 10 år, der medførte hungersnød. I dele af Kina døde op til 70-80 % af befolkningen af sult. I Danmark finder arkæologerne færre landsbyer fra 500-tallet end tidligere, og der findes få begravelser fra perioden. Meget af det guld, der opdages i dansk jord af detektorfolk og arkæologer, stammer netop fra midten af 500-tallet.